# Io Botorescu
Io Botorescu (n. Ionuț Botoroagă) este un actor și muzician român, cunoscut pentru abordarea sa artistică interdisciplinară, care îmbină teatrul, muzica și poezia într-un stil personal, introspectiv și expresiv. Activ atât în mediul teatral cât și în cel muzical, Io Botorescu este o voce emergentă a scenei independente din România.
Ionuț Botoroagă s-a format ca actor în România, implicându-se în proiecte de teatru contemporan și performance. Este cunoscut pentru interpretarea rolului principal, Robderoua, în piesa „Țara lui Gufi” de Matei Vișniec, dar și pentru alte apariții scenice care explorează teme legate de identitate, adevăr scenic și expresie personală.

Sub numele de scenă Io Botorescu, a început o carieră muzicală în care combină versuri poetice, teme existențiale și un stil muzical minimalist, adesea cu influențe de spoken word, hip-hop alternativ și trip-hop.

### Carieră muzicală
Io Botorescu și-a lansat mai multe piese originale pe platforma YouTube, printre care:
Prezent
Foc incendiar
Lovesc Letal
Relaxat
La pas
Vis Vertical Muzical
Io Botorescu este asociat și cu proiectul artistic Vis Vertical Muzical (VVM), alături de artiști precum David Pokker. A colaborat în videoclipuri precum:
„Palindrom” – lansat pe canalul YouTube Vis Vertical Muzical, unde este creditat ca textier și interpret.
„Oltenia Etern” – piesă promovată pe pagina sa personală de Facebook, în colaborare cu VVM și alți artiști din undergroundul liric românesc.
(Facebook - Ionuț Marian Botoroagă)

#### Participare la „Românii au talent”
În anul 2022, Io Botorescu a urcat pe scena emisiunii „Românii au talent” difuzată de PRO TV, unde a impresionat juriul și publicul printr-un moment de freestyle poetic și improvizație. Cu o prezență scenică puternică și un control excepțional al cuvântului, a reușit să creeze rime spontane, sensibile și expresive, demonstrând o abilitate rară de a transforma ideile primite ad-hoc în versuri coerente și artistice.
Momentul său a fost apreciat pentru autenticitate, originalitate și profunzime, jurații lăudându-l pentru carismă și capacitatea de a „gândi în poezie” în timp real. Participarea sa a fost considerată un manifest artistic, aducând pe scena talentului popular o formă alternativă de artă urbană, poetică și teatrală.
Textele pieselor sunt adesea confesive și poetice, reflectând o căutare de sens, o relație tensionată cu timpul, și o estetică a autenticității și vulnerabilității.

##### Stil artistic
Stilul lui Io Botorescu este marcat de fuziunea dintre arta dramatică și expresia muzicală. Ca actor, este apreciat pentru intensitatea interpretărilor și pentru capacitatea de a transmite emoție brută. Ca muzician, folosește cuvintele ca pe un instrument principal, iar vocile interioare devin uneori mai importante decât armonia clasică.

##### Activitate online
Este activ pe platforma YouTube, unde își publică creațiile muzicale și artistice, și pe rețelele sociale unde promovează proiectele personale și idei din zona artei independente.